# Nice to Meet Ya (canción de Meghan Trainor)
«Nice to Meet Ya» es una canción de la cantante estadounidense Meghan Trainor y la rapera trinitense Nicki Minaj. Fue lanzada el 31 de enero de 2020, como el tercer sencillo del tercer álbum de estudio de Trainor, Treat Myself (2020), que fue lanzado el mismo día.

## Antecedentes y composición
Trainor anunció la canción el 28 de enero de 2020, después de usar el emoji de manos temblorosas como título para el nombre de la canción al revelar la lista de canciones de Treat Myself. Un día antes del lanzamiento del álbum la cantante confirmó el verdadero título de la canción y que sería una colaboración con Minaj.
«Nice to Meet Ya» es una canción pop sobre «sentirse bien» con un «estribillo pegadizo» y un ritmo hip hop.

## Video musical
El video musical fue lanzado junto a la canción el mismo día. Fue dirigido por Mathew Cullen y está inspirado en la película estadounidense Working Girl (1988).

## Posicionamiento en listas
| Lista (2020)                           | Mejor posición |
| -------------------------------------- | -------------- |
| Australia Digital Tracks (ARIA)        | 29             |
| Escocia (Scottish Singles Sales Chart) | 45             |
| Irlanda (IRMA)                         | 88             |
| Nueva Zelanda Hot Singles (RMNZ)       | 13             |
| Reino Unido (UK Singles Chart)         | 88             |

## Historial de lanzamiento
| Región         | Fecha                | Formato                      | Label        | Ref.   |
| -------------- | -------------------- | ---------------------------- | ------------ | ------ |
| Varios         | 31 de enero de 2020  | Descarga digital, Streaming  | Epic Records | [ 13 ] |
| Australia      | 2 de febrero de 2020 | Contemporary hit radio       | Epic Records | [ 14 ] |
| Estados Unidos | 3 de febrero de 2020 | Hot adult contemporary radio | Epic Records | [ 15 ] |
| Estados Unidos | 4 de febrero de 2020 | Contemporary hit radio       | Epic Records | [ 16 ] |